# Пекораро, Сусу
Сусана Ракель Пекораро (исп. Susana Raquel Pecoraro; род. 4 декабря 1952, Буэнос-Айрес, Аргентина), более известная как Сусу Пекораро — аргентинская актриса театра, кино и телевидения.

## Биография
Сусу Пекораро родилась 4 декабря 1952 года в Буэнос-Айресе. В 1975 году окончила Консерваторию драматического искусства. Начиная с 1977 года начала сниматься в сериалах, через год — в кино. Успех к актрисе пришел после фильма «Камила», за который она получила премию «Гойя», а также награды кинофестивалей в Карловых Варах, Гаване, Биаррице. В 2004 и 2007 годах получала премию Кларин за роли в кино и сериалах, а в 2007 году — премию Мартина Фьерро за роль в сериале «Mujeres de nadie».